# Xylocopa madurensis
Xylocopa madurensis är en biart som beskrevs av Heinrich Friese 1913. Xylocopa madurensis ingår i släktet snickarbin, och familjen långtungebin. Inga underarter finns listade i Catalogue of Life.